# Stolnica svete Matere božje, Gjumri
Stolnica Matere Božje (armensko: Սուրբ Աստվածածին Մայր Եկեղեցի), znana tudi kot stolnica Sedmih ran Matere božje  (armensko: Սուրբ Աստվածամոր Յոթ Վերք), je cerkev iz 19. stoletja v Gjumriju v Armeniji. Stolnica stoji na severni strani trga Vartananc in je sedež škofije Armenske apostolske cerkve v Siraku. Cerkev je bila zgrajena med letoma 1873 in 1884.

## Arhitektura
Cerkev Matere Božje pripada armenskim cerkvam v obliki križa z zunanjo pravokotno obliko. Zvonik je nad glavnim vhodom na zahodni strani stavbe. Cerkev ima na sredini križanja veliko kupolo, obkroženo z dvema manjšima kupolama. Za razliko od drugih armenskih cerkva je oltar pri tej stolnici edinstven po svojem več-ikonskem okrasju.
Cerkev je ostala aktivna tudi v sovjetskih letih.
Po armenskem potresu 1988 sta se obe manjši kupoli zrušili in so jih nadomestili z novimi. Padle kupole so trenutno postavljene na cerkvenem dvorišču.

## Galerija
- Cerkev skupaj s padlima kupolama
- Cerkev, kakor se vidi s trga
- Oltar